# Stazione di Gairo
La stazione di Gairo, già stazione di Gairo Taquisara, è una stazione ferroviaria nel comune di Gairo posta lungo la linea Mandas-Arbatax ed ex scalo di diramazione della dismessa linea per Jerzu, utilizzata esclusivamente per i servizi turistici del Trenino Verde.

## Storia
L'impianto fu realizzato negli anni novanta dell'Ottocento dalla Società italiana per le Strade Ferrate Secondarie della Sardegna, concessionaria delle prime ferrovie pubbliche a scartamento ridotto in Sardegna. Secondo il progetto delle SFSS lo scalo, identificato originariamente come Gairo Taquisara (dal nome della frazione di Gairo in cui è ubicato), fu costruito come stazione di diramazione, essendo quella designata per il bivio tra la linea per Arbatax e quella per Jerzu. L'impianto venne infine attivato il 1º aprile 1893 insieme al tronco ferroviario che da Arbatax giungeva nella stazione, uno dei primi lotti ad essere ultimati della ferrovia per Mandas. Nei mesi successivi furono ultimate anche la linea per Jerzu e la tratta ferroviaria dalla stazione a quella di Ussassai in direzione Mandas, attivate entrambe il 20 novembre 1893 (la Mandas-Arbatax fu poi completata l'anno successivo).
La stazione da allora e per la prima metà del Novecento svolse l'importante funzione di scalo di interscambio tra le due ferrovie, passando nel 1921 alla gestione della Ferrovie Complementari della Sardegna. Nel secondo dopoguerra tuttavia l'esercizio ferroviario sulla Gairo-Jerzu cessò su disposizione del Ministero dei trasporti, per cui a partire dal 1º novembre 1956 le relazioni furono espletate con autolinee sostitutive: l'impianto fu quindi successivamente utilizzato esclusivamente per il traffico sulla Mandas-Arbatax, con un parziale rimaneggiamento dell'infrastruttura ferroviaria. Alle FCS seguì nel 1989 la gestione governativa delle Ferrovie della Sardegna: sotto questa amministrazione l'intera Mandas-Arbatax fu destinata, a partire dal 16 giugno 1997, all'impiego per il solo traffico turistico legato al progetto Trenino Verde, fatto che portò alla cessazione dell'utilizzo regolare dello scalo. Da allora la stazione, che dal 2010 è gestita dall'ARST, viene utilizzata quasi esclusivamente nel periodo estivo restando per il resto dell'anno sostanzialmente priva di traffico.

## Strutture e impianti

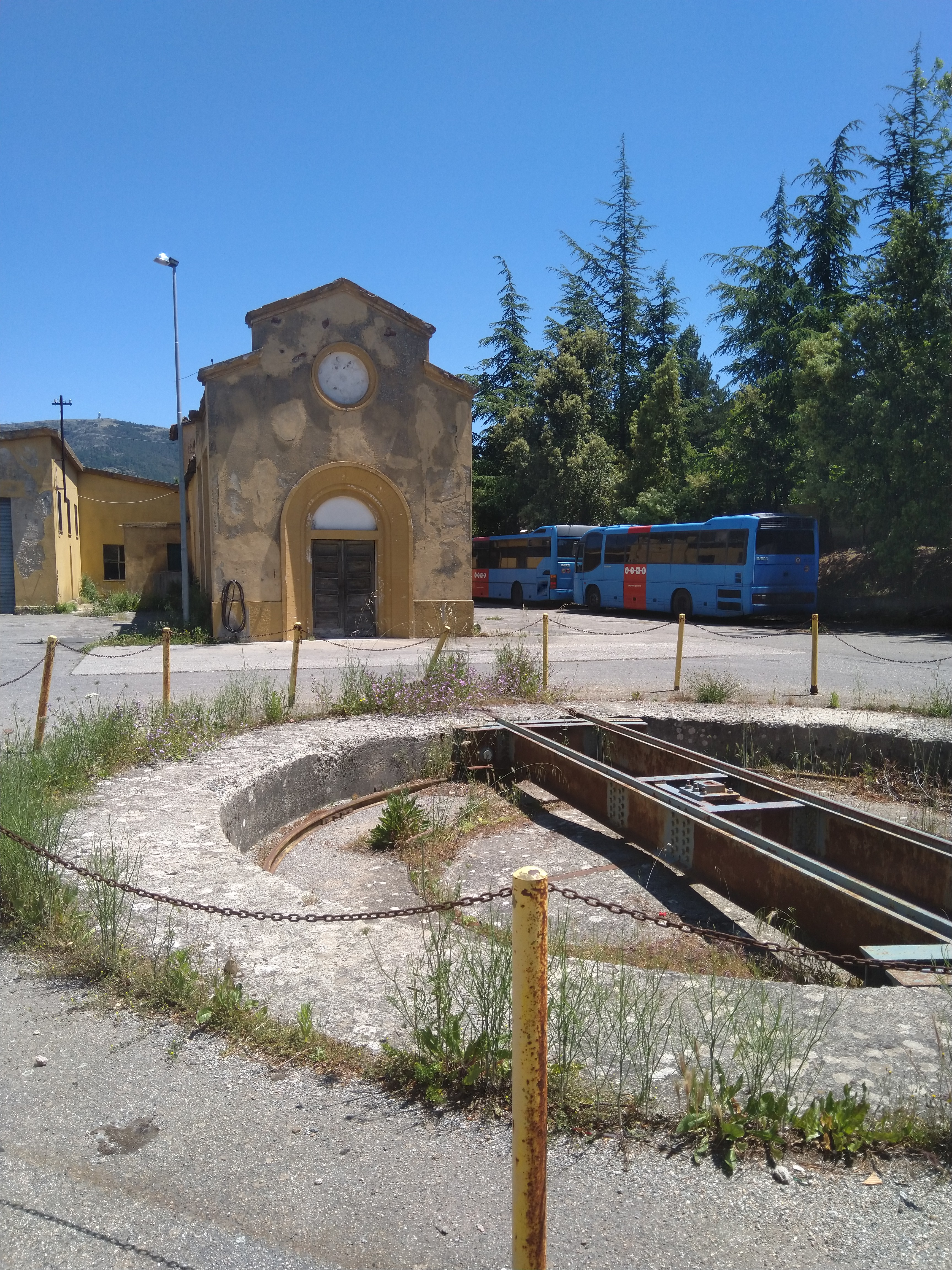
La piattaforma girevole dello scalo, con sullo sfondo l'ex rimessa rotabili dell'impianto, successivamente utilizzata per decenni come chiesa

La stazione di Gairo presenta caratteristiche di scalo passante, dotata complessivamente di quattro binari a scartamento da 950 mm: il primo di essi è quello di corsa (dotato anche di una banchina), affiancato dal due che è binario passante di incrocio, dotato di un prolungamento che termina tronco nella piattaforma girevole dello scalo. Tale binario in origine aveva il fine corsa all'interno di quella che era la rimessa rotabili della stazione, i cui locali furono poi trasformati in una chiesa e poi utilizzati per il servizio di autolinee dal 2010 espletato dell'ARST, che nell'area ha un proprio deposito per gli autobus. Dal binario due ha origine anche il terzo binario dell'impianto, un tronchino che in passato confluiva nel binario di corsa della linea per Jerzu (il più orientale presente in origine nell'impianto) sino al momento del suo smantellamento. Un ulteriore tronchino si dirama dal primo binario terminando a nord del fabbricato viaggiatori nello scalo merci dell'impianto (dismesso), dotato di un piano caricatore e di un magazzino. Nella stazione sono inoltre presenti due rifornitori idrici, della tipologia a cisterna metallica su struttura in muratura.
L'edificio principale dello scalo è il fabbricato viaggiatori (di norma chiuso al pubblico), adiacente al magazzino merci: la costruzione presenta uno sviluppo su due piani più tetto a falde in laterizi ed è dotata di cinque accessi sul lato binari. Presente inoltre nell'impianto la ex casa cantoniera 109 delle SFSS, posta a guardia del passaggio a livello lungo la SS 198 che delimita a nord la stazione.

## Movimento
Dall'estate 1997 la stazione è utilizzata esclusivamente per il traffico turistico ed è attiva principalmente tra la primavera e l'autunno, in cui vengono effettuati dei treni a calendario, che nell'estate di norma assumono frequenza quasi giornaliera. Nel corso dell'intero anno lo scalo è utilizzabile inoltre da eventuali treni espletati su richiesta di comitive di turisti.

## Servizi
Nell'impianto sono presenti una sala d'attesa ed i servizi igienici, sebbene di norma non accessibili all'utenza. Particolarità della stazione è la presenza nel piazzale ferroviario di una ex chiesa intitolata a Nostra Signora degli Angeli: ricavata da un'ala dismessa della ex rimessa locomotive fu la parrocchia del borgo di Gairo Taquisara dagli anni venti ai settanta prima del trasferimento in un nuovo edificio.
- Sala d'attesa
- Servizi igienici

## Interscambi
La stazione, che ospita un deposito autobus dell'ARST, ha dinanzi al fabbricato viaggiatori (lato strada) una fermata delle autolinee di questa azienda, che la collegano con gli altri borghi del comune di Gairo, con vari centri della zona (tra cui quelli serviti in passato dalla dismessa linea per Jerzu) e con Cagliari.
- Fermata autobus